# Criptomèria
La criptomèria (etimològicament "amb parts amagades"), també coneguda com a cedre japonès, o sugi (杉) al Japó, és un gènere monotípic de coníferes de la família Cupressaceae, anteriorment pertanyent a la família Taxodiaceae. Inclou només una espècie, Cryptomeria japonica (sin. Cupressus japonica L.f.). Es considera que és endèmica del Japó, tot i que la immensa majoria de boscos actualment existents de criptomèria són de plantació, per bé que en alguns casos tinguin més de 1000 anys (veure al respecte el comentari a l'epígraf 'Endemisme'). Des del segle xix ha estat extensament introduït i conreat per a producció de fusta a les Açores.

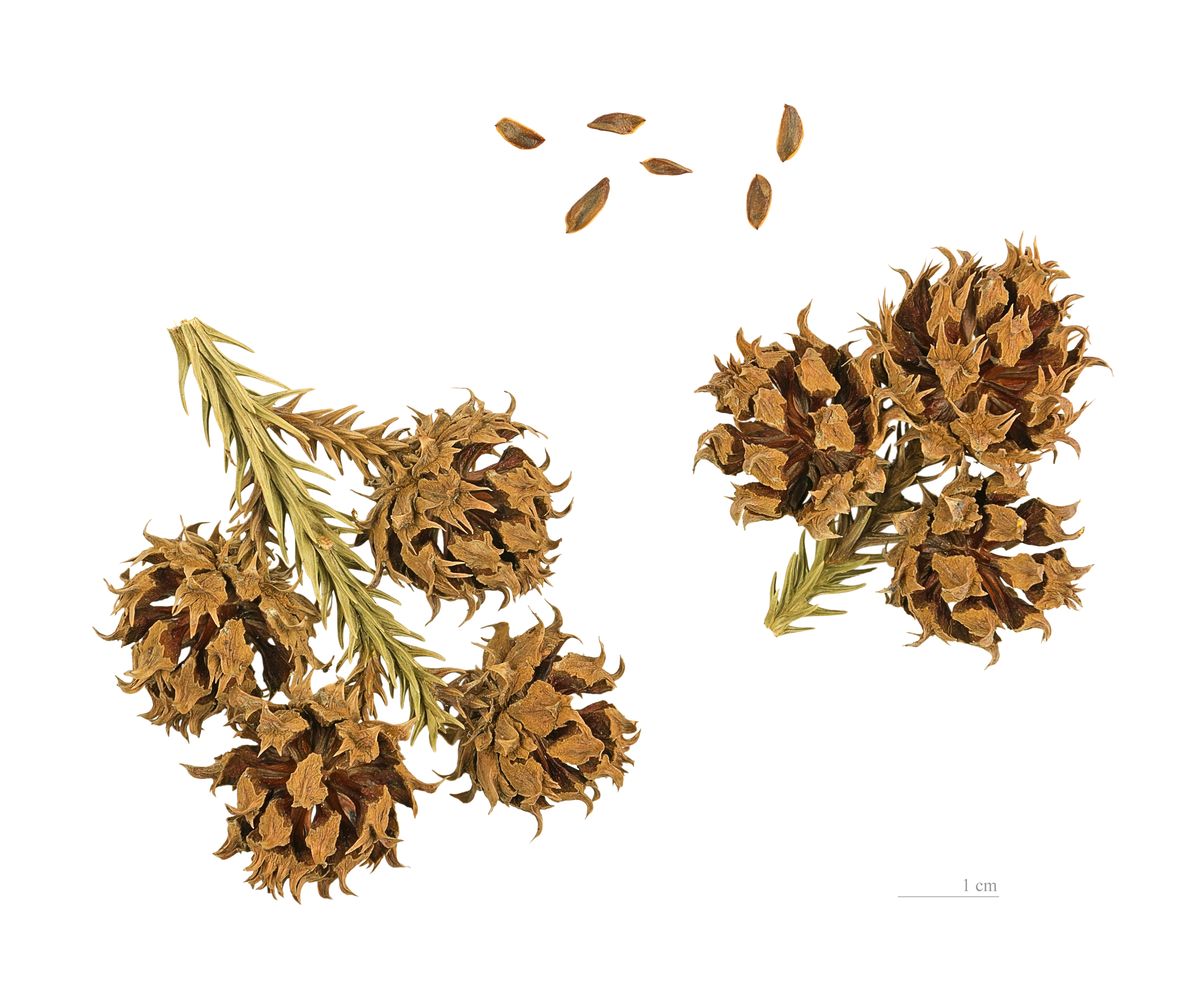
Pinya i llavor

## Descripció

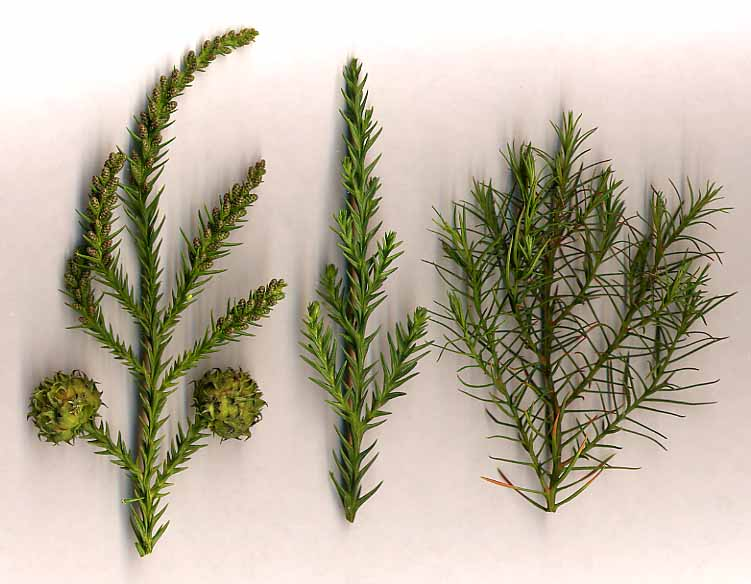
Cryptomeria japonica: (esquerra) brot amb pinyes madures i pinyes mascles immadures a dalt; (centre) brot adult de fullatge; (dreta) brot de fullatge juvenil

La criptomèria és un arbre perennifoli molt gran, assolint fins a 70 m d'alçada i 4 m de diàmetre de tronc, amb escorça vermell-marronosa que es pela en tires verticals. Les fulles en firma d'agulla són arranjades es espiral, i fan uns 0,5–1 cm de llarg; les pinyes llavor Sònia globulars i fan uns 1-2 cm de diàmetre, i tenen entre 20 i 40 escates.
S'assembla superficialment a la sequoia gegant (Sequoiadendron giganteum), de la que pot ser diferenciada per les fulles més llargues (sota  0.5 cm en la sequoia gegant) i cons més petits (4-6 cm en la sequoia gegant), i l'escorça més dura al tronc (gruixut, tou i esponjós a la sequoia gegant).

## Endemisme
El sugi s'ha conreat a la Xina per tant de temps que es pensa sovint que hi és endèmic. Les formes seleccionades per ornament i producció de fusta fa molt de temps a la Xina ha estat descrita com una varietat diferenciada de criptomèria, la Cryptomeria japonica var. sinensis (o fins i tot una espècie distinta, Cryptomeria fortunei), però no difereixen de les variants salvatges trobades al Japó, i no hi ha cap evidència definitiva que l'espècie existís espontània a la Xina. L'anàlisi genètica de la població xinesa més famosa, a la muntanya de Tianmu, que té exemplars de gairebé 1000 anys d'edat, dona suport a la hipòtesi que la població té l'origen en una introducció feta per l'home.
Tanmateix, el famós botànic japonès expert en ecologia Akira Miyawaki ha provat des dels 1970s que arbres com el cedre japonès, el xiprer i el pi de Làrix, incloent-hi la criptomèria, que es creien fins llavors ser originaris del Japó, de fet havien estat introduïts al llarg de molts segles per tal de produir fusta. Miyawaki va calcular que només aproximadament el 0.06% dels boscos japonesos contemporanis són boscos originaris.
Fora del seu ecosistema tradicional, la criptomèria es va introduir a les Açores a mitjans del segle xix per a producció de fusta. És actualment l'espècie més conreada a l'arxipèlag, ocupant més de 12,698 hectàrees, el 60% del bosc de producció i aproximadament 1/5 de l'àrea de terra total de la regió.

## Biologia
La criptomèria creix en boscos en terres profundes i ben drenades. En condicions càlides i humides favorables creix ràpidament. És intolerant de terres pobres, i de climes freds i secs.
És utilitzat com a planta alimentària per les larves d'algunes arnes del gènere Endoclita incloent-hi Endoclita auratus, Endoclita punctimargo i Endoclita undulifer. El pol·len del sugi (com el del seu arbre parent, el hinoki -Chamaecyparis obtusa) és una causa important d'al·lèrgies al Japó.

## Cultiu

### Com a fusta per a la construcció

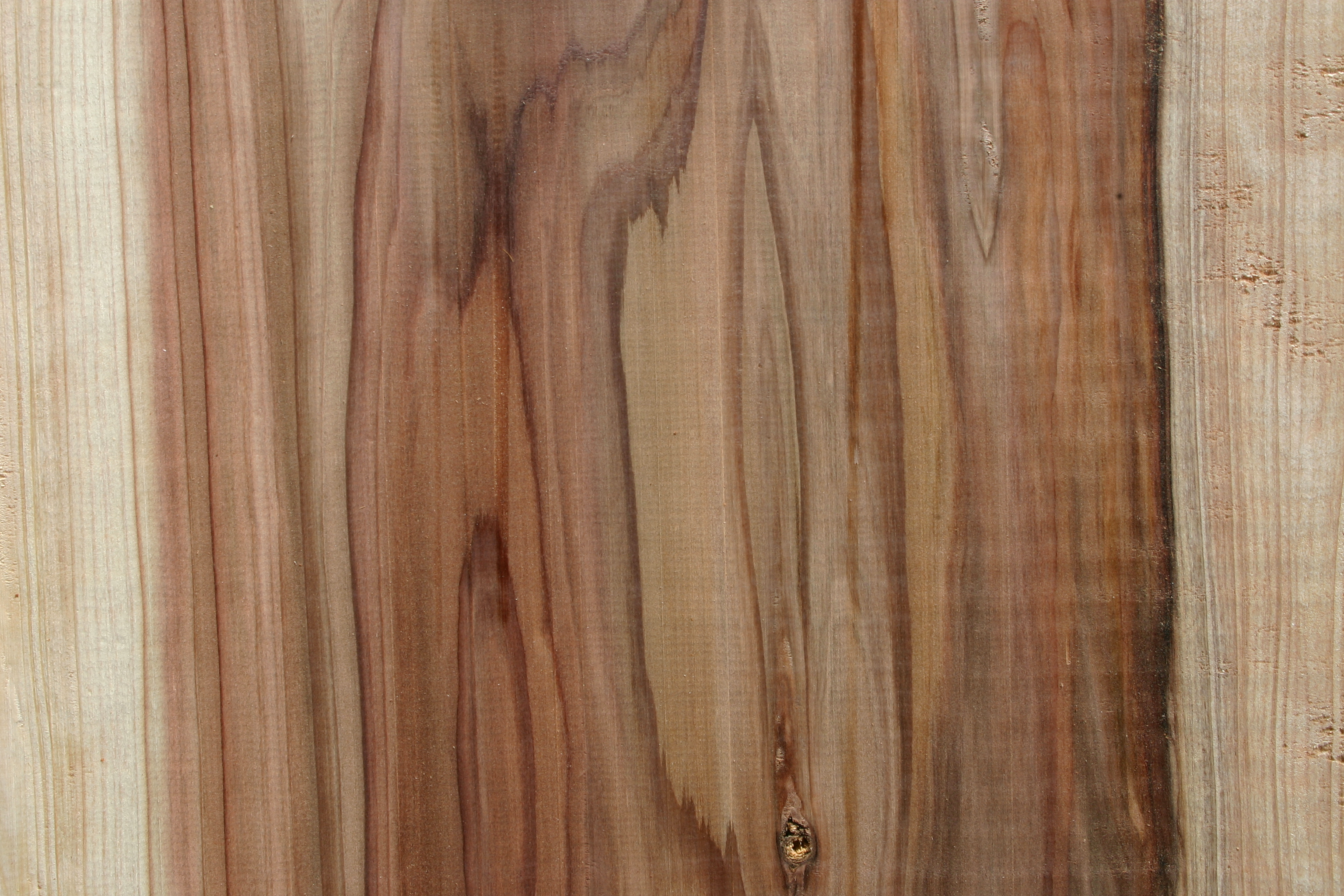
Tauló de Cryptomeria japonica

La fusta de la criptomèria és extremadament fragant, molt resistent a la humitat i els insectes, tova, i amb una densitat baixa. La fusta s'usa per a tota mena de treballs, des de galledes i banyeres fins a mobiliari i altres aplicacions interiors. Fàcil de serrar i curar, és una fusta favorita per a la construcció lleugera, capses, fulloles i contraplacat. La fusta enterrada vira cap el verd fosc i és molt valorada. La resina de l'arbre conté criptopimaric i àcid fenòlic.
La fusta és agradablement perfumada, de color vermellós-rosa, lleugera però forta, impermeable i resistent a la podridura. Al Japó es fa servir per tots els tipus de feina de construcció així com panellatge interior, etc. Als districtes de Darjeeling i Sikkim a l'Índia, on és un dels arbres més cultivats, la criptomèria s'anomena dhuppi i és apreciada per la seva fusta lleugera, extensament usada per a la construcció residencial.
Al Japó es fa servir el mètode de bosc menut anomenat daisugi per obtenir els troncs de criptomèria.

#### Propietats mecàniques
En condicions d'aire sec, la densitat inicial de la fusta del cedre japonès és aproximadament 300–420 kg/m3.Mostra un Jove modulus de 8017 MPa, 753 MPa i 275 MPa en el longitudinal, direcció radial i tangencial amb relació a les fibres de fusta.

### Com a fusta ornamental
La criptomèria és extensament utilitzada com a arbre ornamental al Japó i la Xina, i també en altres àrees temperades d'Europa (com les Açores), Amèrica del Nord i les regions orientals de l'Himalaya, al Nepal i l'Índia.
El cultivar 'Elegans' és notable per retenir el fullatge juvenil durant tota la seva vida, en comptes de desenvolupar un fullatge adult a partir del primer any (veu-de la fotografia amb brots diferents). Fa un arbre petit i despentinat d'uns 5–10m d'alt. Hi ha nombrosos cultivars nans que fan servir molt dins jardins de roques i per a bonsai, incloent-hi el 'Tansu', 'Koshyi', 'Diamond Petita', 'Yokohama' i el 'Kilmacurragh.'

## Simbolisme
El sugi és l'arbre nacional del Japó, generalment plantat al voltant de temples i santuaris, amb molts arbres impressionants plantats fa segles. El botànic Sargent, al seu llibre del 1894 La flora forestal del Japó, va enregistrar el cas d'un daimyō (senyor feudal) qui era massa pobre per donar una llanterna de pedra al funeral del shōgun Tokugawa Ieyasu (1543–1616) a Nikkō Tōshō-gū, però que va demanar en comptes d'això que se li permetés plantar una avinguda de sugi, de manera que "els visitants futurs podrien ser protegits de la calor del sol". L'oferta va ser acceptada, i l'Avinguda dels Cedres de Nikkō, encara existent avui, fa més de 65 km de llarg i "no té equivalent en grandesa".
El Jōmon Sugi (縄文杉) és una gran criptomèria situada a Yakushima, un lloc Patrimoni de la Humanitat per la UNESCO, al Japó. És el més antic i més gran entre els arbres de criptomèria de l'illa, i es calcula que té entre 2.170 i 7.200 anys.
Les criptomèries es descriuen recurrentment a la literatura japonesa. Per exemple, els boscos i els seus treballadors situats a les muntanyes al nord de Kyoto, són protagonistes del famós llibre de Yasunari Kawabata La Capital Vella.

## Galeria

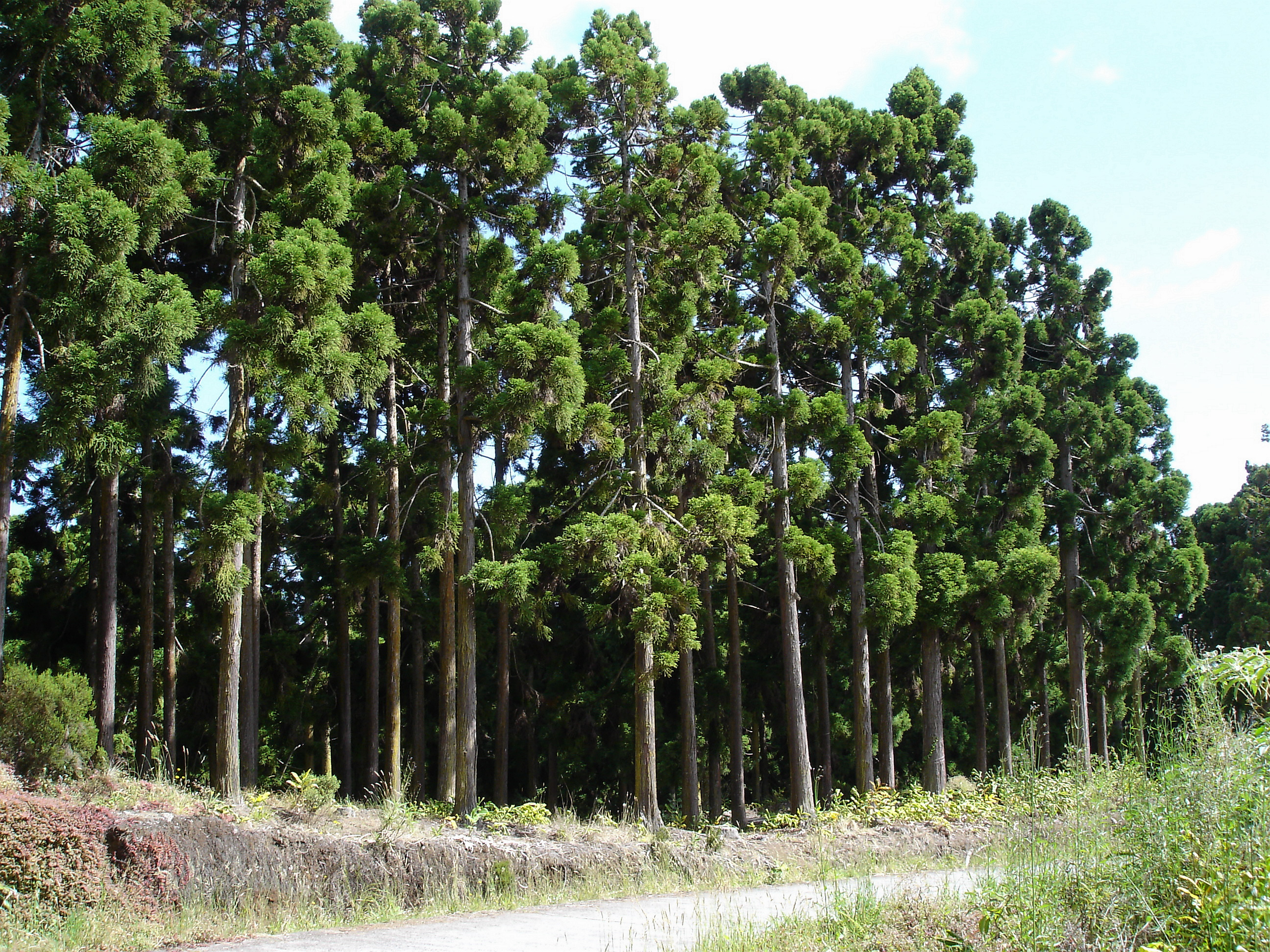
Una plantació forestal
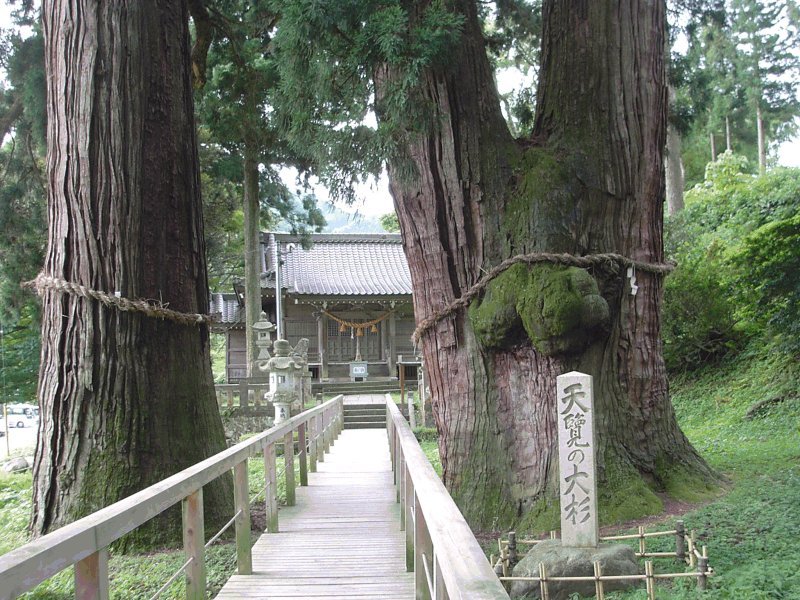
Gran sugi de Kayano
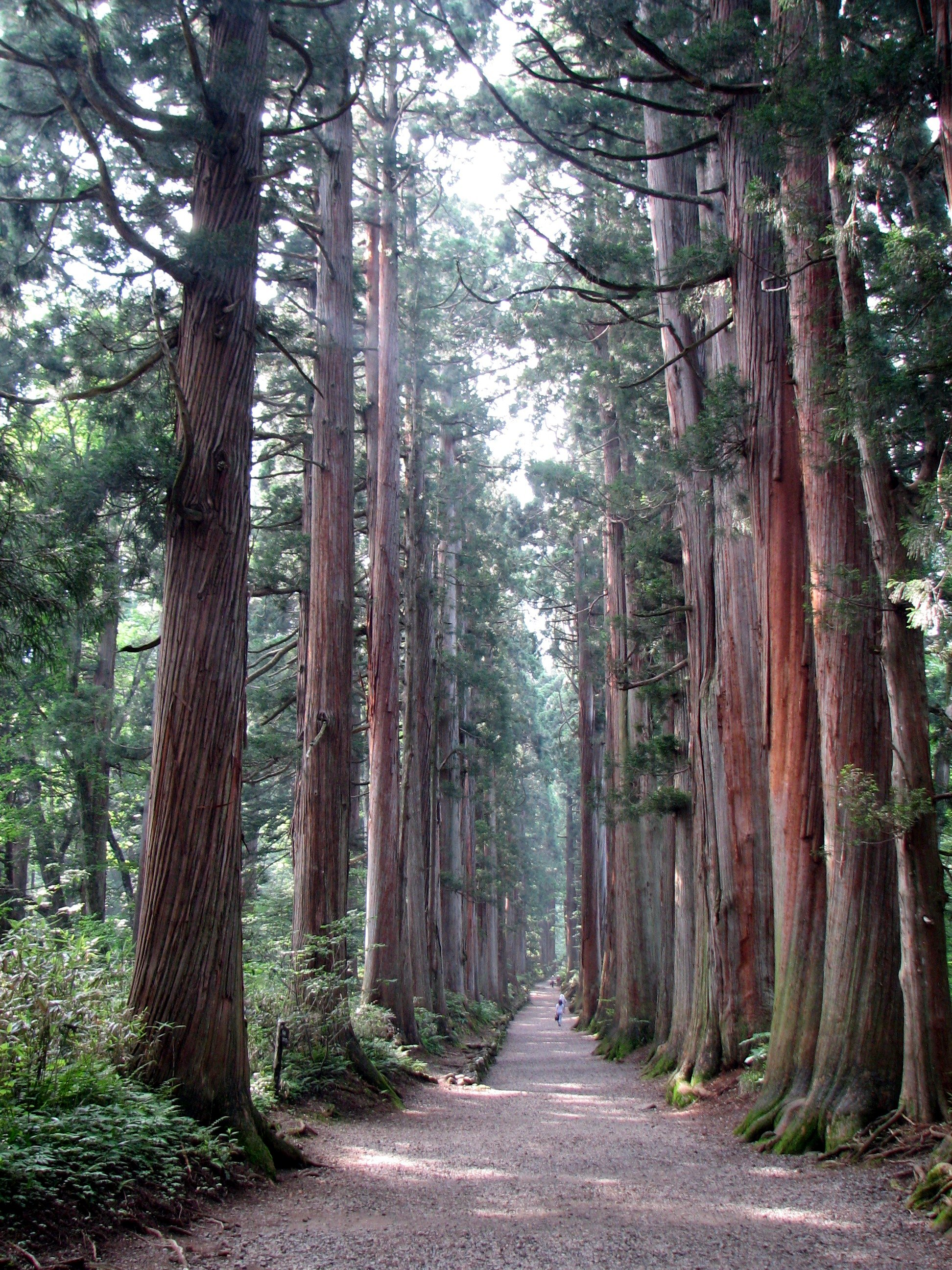
Avinguda de Sugi al Santuari de Togakushi, a Nagano
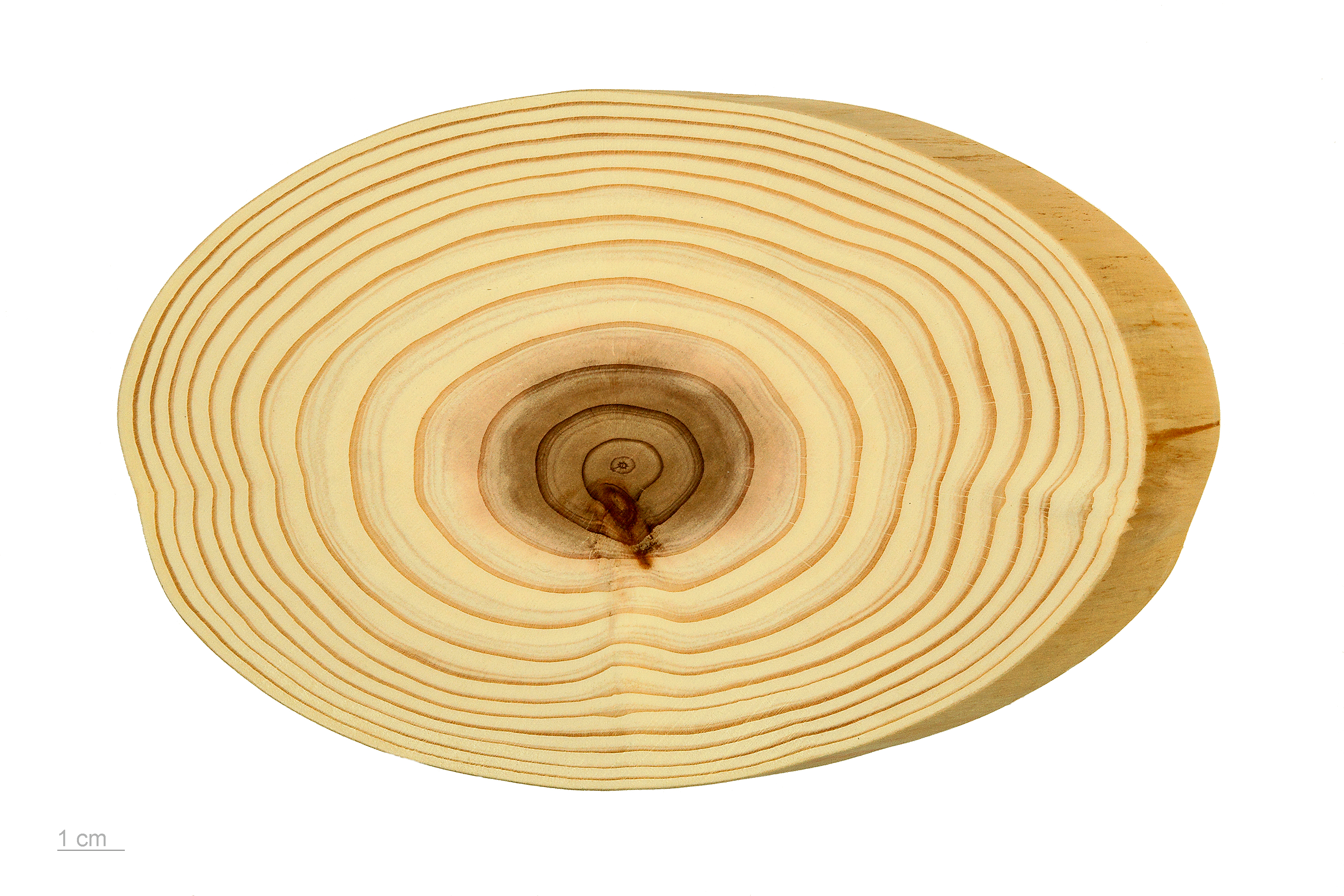
Secció de tronc
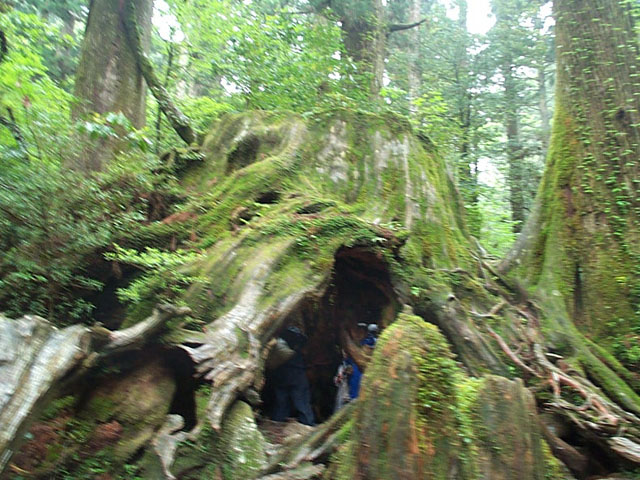
El Wilson Stump era un sugi de l'illa de Yaku l'illa que se suposava que tenia més de 2,000 anys d'edat quan va ser tallat
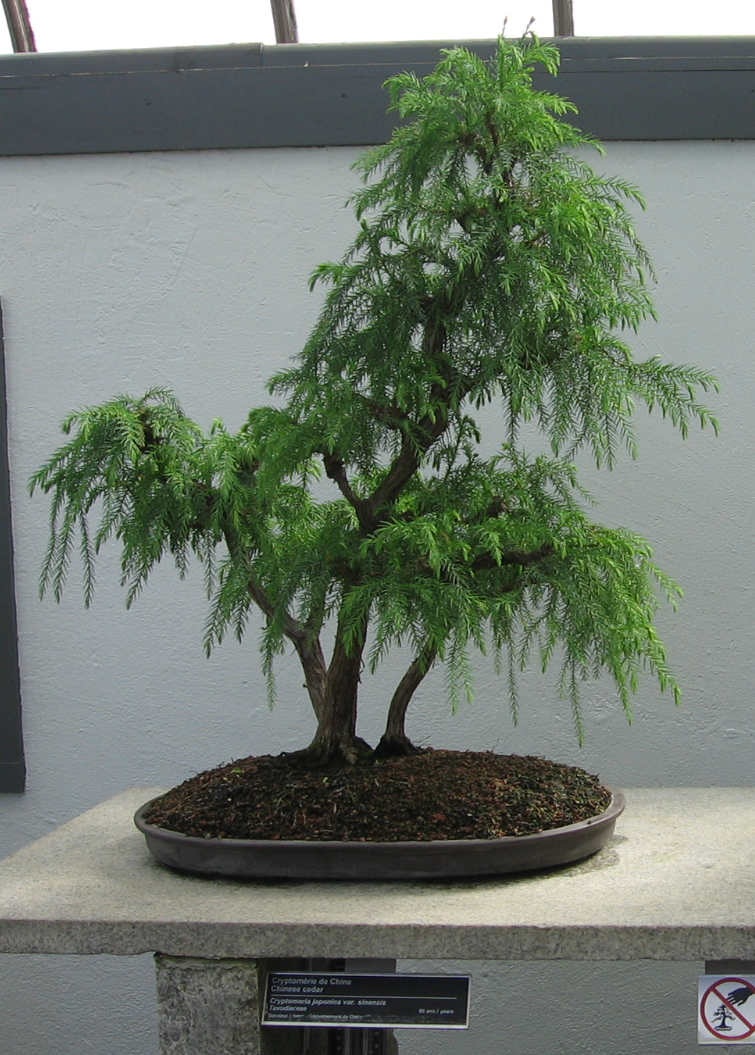
Cultivat com a bonsai